# سینواچشمه
سینواچشمه، روستایی از توابع بخش مرکزی شهرستان چالوس در استان مازندران ایران است.

## جمعیت
این روستا در دهستان کلارستاق شرقی قرار دارد و براساس سرشماری مرکز آمار ایران در سال ۱۳۸۵، جمعیت آن ۵۶۲ نفر (۱۳۱خانوار) بوده‌است. مردم سینواچشمه از قومیت طبری هستند. مردم سینواچشمه به زبان طبری با گویش چالوسی سخن می‌گویند.